# Stockton (Kalifornie)
Stockton je správní město okresu San Joaquin County ve státě Kalifornie ve Spojených státech amerických. V roce 2020 zde žilo 320 804 obyvatel a s celkovou rozlohou 167,7 km² byla hustota zalidnění 1 912,9 obyvatel na km². Je pojmenováno po demokratickém senátorovi Robertu F. Stocktonovi (1795–1866). Protéká zde řeka San Joaquin.
Podobně jako nedaleký Oakland je město velice etnicky rozmanité a nechvalně proslulé vysokou mírou kriminality. V roce 2012 se stalo největším americkým městem, které si kdy podalo žádost o bankrot.

## Sport
Ve městě působil hokejový klub Stockton Heat, farma týmu Calgary Flames.

## Osobnosti
- Harriet Chalmers Adamsová (1875–1937), americká fotografka a spisovatelka

- Maxine Hong Kingstonová (* 1940), americká spisovatelka

- Daniel Goleman (* 1946), americký psycholog

- Kara Walkerová (* 1969), americká malířka, grafička a filmařka
- Chi Cheng (1970–2013), americký baskytarista, člen skupiny Deftones
- Santino Fontana (* 1982), americký divadelní režisér a herec
- Nick Diaz (* 1983), americký boxer a bojovník MMA
- Nate Diaz (* 1985), americký boxer a bojovník MMA

## Partnerská města
Stockton má následující partnerská města:
- Šizuoka, Japonsko (1959)
- Iloilo City, Filipíny (1965)
- Empalme, Mexiko (1973)
- Fo-šan, Čína (1988)
- Parma, Itálie (1998)
- Battambang, Kambodža (2004)
- Asaba, Nigérie (2006)